# Maximilian de Beauharnais
Maximilian de Beauharnais (2. října 1817 Mnichov – 1. listopadu 1852 Petrohrad) byl manželem velkokněžny Marie Nikolajevny, bratrancem francouzského císaře Napoleona III. a Františka Josefa I. a vnukem první manželky Napoleona I., císařovny Joséphine z jejího prvního manželství s Alexandrem de Beauharnais.

## Původ
Maximilian se narodil jako druhý syn Evžena de Beauharnais a Augusty Bavorské. Jeho mateřskými prarodiči byli král Maxmilián I. Bavorský a jeho první manželka Augusta Vilemína Marie Hesensko-Darmstadtská.

## Vévoda z Leuchtenbergu
Jeho dědeček z matčiny strany, Maxmilián I. Bavorský, jmenoval Evžena de Beauharnais prvním vévodou z Leuchtenbergu 14. listopadu 1817. Maximilian se stal "princem z Leuchtenbergu" a druhým v linii dědiců vévodství.
21. února 1824 jeho otec zemřel a starší bratr August se stal leuchtenberským vévodou. August byl zatím bezdětný a tak byl Maximilian jeho dědicem.
August se oženil s Marií II. Portugalskou, ale 28. března 1835 zemřel bezdětný. Maximilian se tak stal 3. vévodou z Leuchtenbergu.

## Manželství
2. července 1839 se v kapli Zimního paláce oženil s Marií Nikolajevnou Ruskou, nejstarší dcerou cara Mikuláše I. a Šarloty Pruské.
Jeho tchán Mikuláš I. mu 14. července 1839 udělil ruský a finský titul Císařská Výsost.

## Potomci
1. Alexandra Maximilianovna (9. dubna 1840 – 12. srpna 1843)
2. Marie Maxmilianovna z Leuchtenbergu (16. října 1841 – 16. února 1914), ⚭ 1863 Vilém Bádenský (18. prosince 1829 – 27. dubna 1897)
3. Mikuláš Maximilianovič, 4. vévoda z Leuchtenbergu (4. srpna 1843 – 6. ledna 1891), ⚭ 1868 Naděžda Annenkova (17. července 1840 – 25. května 1891)
4. Evženie Maxmilianovna z Leuchtenbergu (1. dubna 1845 – 4. května 1925), ⚭ 1868 Alexandr Petrovič Oldenburský (2. června 1844 – 6. září 1932)
5. Evžen Maximilianovič z Leuchtenbergu (1847–1901), 5. vévoda z Leuchtenbergu,
⚭ 1869 Daria Opotschinina (19. března 1845 – 19. března 1870)
⚭ 1878 Zinaida Skobelevova (17. ledna 1856 – 28. června 1899)
6. Sergej Maximilianovič (20. prosince 1849 – 24. října 1877), zabit v rusko-turecké válce
7. Jiří Maximilianovič z Leuchtenbergu (1852–1912), 6. vévoda z Leuchtenbergu,
⚭ 1879 Tereza Petrovna Oldenburská (30. března 1852 – 19. dubna 1883)
⚭ 1889 Anastázie Černohorská (23. prosince 1868 – 25. listopadu 1935)